# Série mondiale 1997
La Série mondiale 1997 était la 93e série finale des Ligues majeures de baseball. Elle a débuté le 18 octobre 1997 et opposait les champions de la Ligue nationale, les Marlins de la Floride, aux champions de la Ligue américaine, les Indians de Cleveland.
Cette série 4 de 7 s'est terminée le 26 octobre 1997 par une victoire des Marlins, quatre parties à trois sur les Indians. L'équipe de la Floride devenait du même coup la franchise ayant remporté les Séries mondiales le plus rapidement dans son histoire. Les Marlins, qui ont joint les ligues majeures en 1993, en étaient alors à leur cinquième saison. Ce record a depuis été battu par les Diamondbacks de l'Arizona, en 2001.

## Équipes en présence
Champions en titre de la Ligue Nationale, les Braves d'Atlanta dominent encore outrageusement la division Est en 1997, terminant premier avec une saison de 101 victoires, un sommet dans les majeures cette année-là, et 9 parties de priorité sur les Marlins de la Floride (92-70), qui participeront pour la première fois de leur histoire aux séries éliminatoires, en tant que meilleurs deuxièmes.
Fort d'un 6e championnat de section consécutif, Atlanta se débarrasse facilement de Houston (84-78, 1er dans la section Centrale), balayant les Astros en trois parties lors des Séries de division, et les Marlins réserveront le même sort aux champions de la division Ouest, les Giants de San Francisco (90-72). 
En Série de championnat, les Marlins éliminent les Braves quatre parties à deux, et passent en Série mondiale pour la première fois de leur courte histoire. L'équipe de la Floride s'est en effet joint au baseball majeur en 1993. Les Marlins deviennent la première équipe qualifiée comme wild card à participer aux Séries mondiales. Ils établissent également un record en devenant l'équipe ayant atteint la Série mondiale le plus rapidement dans l'histoire de la franchise, à leur 5e saison d'existence seulement. Ce record sera battu quelques années plus tard par les Diamondbacks de l'Arizona, qui mettront quatre saisons pour connaître, en 2001, leur première Série mondiale.
Dans la Ligue américaine, les Indians de Cleveland (86-75) terminent premier dans la division Centrale et les Mariners de Seattle (90-72) font de même dans l'Ouest. Les Yankees de New York, champions du monde, sont incapables de défendre leur titre de champions de la division Est, mais se qualifient quand même pour les éliminatoires pour une 3e saison consécutive, cette fois comme meilleurs deuxièmes. Avec une fiche de 96-66, les Yankees concèdent le premier rang dans l'Est aux Orioles de Baltimore (98-64).
En Série de division, les Indians l'emportent trois matchs à deux sur les Yankees, pendant que les Orioles éliminent les Mariners 3 à 1. En Série de championnat, Baltimore est favori mais Cleveland l'emporte 4 matchs à 2. Les Indians accèdent aux Séries mondiales pour la 5e fois de leur histoire (victoires en 1920 et 1948, défaites en 1954 et 1995) et la seconde fois en trois saisons.

## Déroulement de la Série

### Calendrier des rencontres
| Match | Date       | Visiteur              | Hôte                  | Score              |
| ----- | ---------- | --------------------- | --------------------- | ------------------ |
| 1     | 18 octobre | Indians de Cleveland  | Marlins de la Floride | 4 - 7              |
| 2     | 19 octobre | Indians de Cleveland  | Marlins de la Floride | 6 - 1              |
| 3     | 21 octobre | Marlins de la Floride | Indians de Cleveland  | 14 - 11            |
| 4     | 22 octobre | Marlins de la Floride | Indians de Cleveland  | 3 - 10             |
| 5     | 23 octobre | Marlins de la Floride | Indians de Cleveland  | 8 - 7              |
| 6     | 25 octobre | Indians de Cleveland  | Marlins de la Floride | 4 - 1              |
| 7     | 26 octobre | Indians de Cleveland  | Marlins de la Floride | 2 - 3 (11 manches) |

### Match 1
Samedi 18 octobre 1997 au Pro Player Stadium, Miami, Floride.
| Indians de Cleveland | 1 | 0 | 0 | 0 | 1 | 1 | 0 | 1 | 0 | 4 | 11 | 0 |
| Marlins de la Floride | 0 | 0 | 1 | 4 | 2 | 0 | 0 | 0 | X | 7 | 7  | 1 |
| Lanceurs partants : CLE : Orel Hershiser FL : Liván Hernández Vic. : Liván Hernández (1-0) Déf. : Orel Hershiser (0-1) Sauv. : Robb Nen (1) HRs : CLE : Manny Ramirez (1), Jim Thome (1) FL : Moises Alou (1), Charles Johnson (1) |   |   |   |   |   |   |   |   |   |   |    |   |

Le premier match de série mondiale à être jamais présenté dans l'État de la Floride opposait le lanceur recrue des Marlins Liván Hernández, joueur par excellence de la Série de championnat de la Ligue nationale contre Atlanta, et le vétéran des Indians Orel Hershiser, héros des séries éliminatoires de 1988.
Les Marlins marquèrent quatre points en 4e manche pour rompre l'égalité et prendre les devants 5-1 sur un coup de circuit de trois points de Moises Alou et un circuit en solo de Charles Johnson. Après un circuit de Manny Ramirez aux dépens d'Hernández en début de 5e, la Floride ajouta deux points dès la demi-manche suivante pour mettre fin à la soirée d'Hershiser. Jim Thome ajouta plus tard une longue balle pour les Indians, qui menacèrent en plaçant deux coureurs sur les sentiers en 9e manche, mais le stoppeur Robb Nen mit fin à la menace et protégea la victoire en retirant Sandy Alomar, Jr. et Thome. Les Marlins l'emportèrent 7 à 4.

### Match 2
Dimanche 19 octobre 1997 au Pro Player Stadium, Miami, Floride.
| Indians de Cleveland | 1 | 0 | 0 | 0 | 3 | 2 | 0 | 0 | 0 | 6 | 14 | 0 |
| Marlins de la Floride | 1 | 0 | 0 | 0 | 0 | 0 | 0 | 0 | 0 | 1 | 8  | 0 |
| Lanceurs partants : CLE : Chad Ogea FL : Kevin Brown Vic. : Chad Ogea (1-0) Déf. : Kevin Brown (0-1) HRs : CLE : Sandy Alomar, Jr. (1) |   |   |   |   |   |   |   |   |   |   |    |   |

Les Indians remportèrent le second match 6-1 grâce à une poussée de trois points en 5e manche. Marquis Grissom frappa en lieu sûr pour faire marquer un point et Bip Roberts en produisit deux autres avec un simple. Sandy Alomar, Jr. frappa un circuit de deux points à la manche suivante. Chad Ogea, défait à deux reprises par Baltimore en série de championnat de la Ligue américaine, fut le lanceur gagnant.

### Match 3
Mardi 21 octobre 1997 au Jacobs Field, Cleveland, Ohio.
| Marlins de la Floride | 1 | 0 | 1 | 1 | 0 | 2 | 2 | 0 | 7 | 14 | 16 | 3 |
| Indians de Cleveland | 2 | 0 | 0 | 3 | 2 | 0 | 0 | 0 | 4 | 11 | 10 | 3 |
| Lanceurs partants : FL : Al Leiter CLE : Charles Nagy Vic. : Dennis Cook (1-0) Déf. : Eric Plunk (0-1) HRs : FL : Gary Sheffield (1), Darren Daulton (1), Jim Eisenreich (1) CLE : Jim Thome (2) |   |   |   |   |   |   |   |   |   |    |    |   |

Le match #3 donna lieu à un festival offensif, remporté 14-11 par les Marlins. Les deux équipes inscrivirent notamment un total de 11 points en neuvième manche.
Gary Sheffield partit le bal en début de première manche avec un circuit donnant les devants 1-0 à la Floride. À leur tour au bâton, les Indians marquèrent deux fois sur des simples consécutifs. Darren Daulton brisa une égalité de 2-2 avec un circuit en début de 4e, puis Cleveland inscrit trois points, dont un non mérité, à le demi-manche suivante. Un circuit de deux points de Jim Thome en 5e augmenta à 7-3 l'avance des champions de l'Américaine.
En 6e cependant, les Marlins réduisirent l'écart à 7-5 sur une autre longue balle, celle de Jim Eisenreich. Puis ils nivelèrent la marque à 7-7 en 7e. En début de 9e, les Marlins marquèrent sept points pour prendre les devants et mettre le match hors de portée des Indians. Ces derniers croisèrent le marbre à quatre reprises à leur tour au bâton mais ce fut insuffisant pour l'emporter dans ce premier match de la série devant leurs partisans.

### Match 4
Mercredi 22 octobre 1997 au Jacobs Field, Cleveland, Ohio.
| Marlins de la Floride | 0 | 0 | 0 | 1 | 0 | 2 | 0 | 0 | 0 | 3  | 6  | 2 |
| Indians de Cleveland | 3 | 0 | 3 | 0 | 0 | 1 | 1 | 2 | X | 10 | 15 | 0 |
| Lanceurs partants : FL : Tony Saunders CLE : Jaret Wright Vic. : Jaret Wright (1-0) Déf. : Tony Saunders (0-1) Sauv. : Brian Anderson (1) HRs : FL : Moises Alou (2) CLE : Manny Ramirez (2), Matt Williams (1) |   |   |   |   |   |   |   |   |   |    |    |   |

Le match #4 de la série mondiale de 1997 est à ce jour (en 2008) celui disputé par le temps le plus froid de l'histoire, depuis que cette statistique est compilée. Les deux équipes prirent part à un entraînement sous la neige avant le match, et la température officielle enregistrée par le baseball majeur pour ce match fut de 3,3 °C (38 °F),. Il neigea durant la rencontre pour la première fois depuis le match #1 de la série mondiale 1979 à Baltimore.
Deux lanceurs recrues s'affrontèrent au monticule : Jaret Wright pour les Indians et Tony Saunders pour les Marlins. Ce dernier fut retiré en 3e, avec deux manches officielles lancées. Il avait alloué six points mérités, sept coups sûrs, trois buts sur balles et commis un mauvais lancer. Cleveland prit les devants 3-0 en première manche, notamment grâce à une claque de deux points de Manny Ramirez, et portèrent leur avance à 6-0 en 3e. Les Indians l'emportèrent 10-3 pour égaler la série à deux gains de chaque côté.

### Match 5
Jeudi 23 octobre 1997 au Jacobs Field, Cleveland, Ohio.
| Marlins de la Floride | 0 | 2 | 0 | 0 | 0 | 4 | 0 | 1 | 1 | 8 | 15 | 2 |
| Indians de Cleveland | 0 | 1 | 3 | 0 | 0 | 0 | 0 | 0 | 3 | 7 | 9  | 0 |
| Lanceurs partants : FL : Liván Hernández CLE : Orel Hershiser Vic. : Liván Hernández (2-0) Déf. : Orel Hershiser (0-2) Sauv. : Robb Nen (2) HRs : FL : Moises Alou (3) CLE : Sandy Alomar, Jr. (2) |   |   |   |   |   |   |   |   |   |   |    |   |

Même s'il fut victime de cinq points mérités et du circuit de trois points de Sandy Alomar, Jr. en troisième manche, Liván Hernández lança suffisamment bien pendant huit manches pour permettre aux Marlins de remporter une victoire de 8-7.
La Floride inscrivit quatre points en sixième manche, dont trois sur un circuit de Moises Alou. Celui-ci vint marquer un point supplémentaire en 8e sur un simple de Chris Johnson. Alou produisit son quatrième point de la rencontre en 9e. 
En avant 8-3, les Marlins jouèrent avec le feu en fin de 9e. Le lanceur Hernandez et le joueur de deuxième but Craig Counsell commirent des erreurs en défensive. Cleveland parvint à inscrire trois points, dont deux non mérités, mais Robb Nen réussit son second sauvetage de la série en retirant Alomar alors que Jim Thome représentait le point égalisateur sur les sentiers.

### Match 6
Samedi 25 octobre 1997 au Pro Player Stadium, Miami, Floride.
| Indians de Cleveland | 0 | 2 | 1 | 0 | 1 | 0 | 0 | 0 | 0 | 4 | 7 | 0 |
| Marlins de la Floride | 0 | 0 | 0 | 0 | 1 | 0 | 0 | 0 | 0 | 1 | 8 | 0 |
| Lanceurs partants : CLE : Chad Ogea FL : Kevin Brown Vic. : Chad Ogea (2-0) Déf. : Kevin Brown (0-2) Sauv. : Jose Mesa (1) |   |   |   |   |   |   |   |   |   |   |   |   |

La série se transporta sous le chaud soleil de la Floride pour la conclusion de la série. Acculés au pied du mur, les Indians l'emportèrent 4-1 dans le match #6 pour créer une égalité de 3-3 dans la finale et forcer la présentation d'une septième et ultime rencontre.
Chad Ogea fut solide pour Cleveland, n'allouant que quatre coups sûrs et un point en 5 manches pour sa deuxième victoire de la série. En offensive, il aida bien sa cause en frappant un simple avec les buts remplis, faisant marquer deux points en 2e manche. Le lanceur ajouta un double en 5e manche et vint marquer sur le second ballon-sacrifice cogné par Manny Ramirez dans ce match. En relève au partant des Indians, Mike Jackson, Paul Assenmacher et Jose Mesa blanchirent les Marlins.

### Match 7
Dimanche 26 octobre 1997 au Pro Player Stadium, Miami, Floride.
| Indians de Cleveland | 0 | 0 | 2 | 0 | 0 | 0 | 0 | 0 | 0 | 0 | 0 | 2 | 6 | 2 |
| Marlins de la Floride | 0 | 0 | 0 | 0 | 0 | 0 | 1 | 0 | 1 | 0 | 1 | 3 | 8 | 0 |
| Lanceurs partants : CLE : Jaret Wright FL : Al Leiter Vic. : Jay Powell (1-0) Déf. : Charles Nagy (0-1) HRs: FL : Bobby Bonilla (1) |   |   |   |   |   |   |   |   |   |   |   |   |   |   |

Cleveland s'inscrivirent à la marque en 3e manche sur un simple de deux points de Tony Fernandez et conservèrent une avance de 2-0 jusqu'en fin de septième. Là, les Marlins amorcèrent un ralliement tardif, réduisant l'écart à un point sur un circuit de Bobby Bonilla. Puis en fin de 9e, avec trois retraits à enregistrer pour permettre aux Indians de remporter la Série mondiale, Jose Mesa accorde un coup sûr à Moises Alou. Après un premier retrait, Chris Johnson cogne un simple permettant à Alou de filer jusqu'au troisième but. Il marquera sur un ballon-sacrifice de Craig Counsell. 
En 11e manche, les Indians choisirent d'envoyer en relève au monticule un lanceur partant, Charles Nagy. Bobby Bonilla amorça la manche avec un simple. Puis Gregg Zaun fut incapable de déposer l'amorti correctement, repoussant la balle dans le gant de Nagy, dont le relais rapide au premier but ne permit pas d'épingler Bonilla, qui retraitait vers le coussin. Avec un retrait, Craig Counsell frappa une balle en direction du joueur de deuxième but Tony Fernandez. La balle ricocha sur le gant de ce dernier et roula jusqu'au champ droit. Fernandez fut débité d'une erreur et Bonilla atteint le troisième coussin. On choisit d'accorder un but-sur-balles intentionnel à Jim Eisenreich, et la stratégie porta fruit puisque sur un roulant du frappeur suivant, Devon White, un jeu forcé permit de retirer Bonilla au marbre. 
Mais avec deux retraits, Edgar Rentería frappa un simple au centre, faisant marquer Counsell du troisième, et les Marlins remportaient leur premier titre mondial en remportant en 11 manches ce dernier match, par le compte de 3-2.

## Joueur par excellence
Le lanceur Liván Hernández des Marlins de la Floride fut nommé joueur par excellence de la Série mondiale 1997. Le droitier remporta deux victoires au cours de la série contre Cleveland. Cependant, ses autres statistiques furent anormalement élevées pour un joueur à qui l'on décerne un tel honneur. Hernández accorda en effet 8 points mérités en 13 manches et deux tiers, pour une moyenne de points mérités de 5,27. Il accorda également 10 buts-sur-balles. Néanmoins, l'artilleur des champions du monde devint le 4e joueur de l'histoire à être élu joueur par excellence de la Série de championnat et de la Série mondiale la même année. Le dernier à avoir réussi l'exploit avant lui avait été Orel Hershiser, avec les Dodgers de Los Angeles de 1988. Hershiser lançait pour les Indians dans la Série mondiale de 1997 et fut opposé à Liván Hernández dans les matchs #1 et #5.
Bien qu'il n'ait pas été choisi joueur de la série, Moises Alou, également des Marlins, présenta des statistiques impressionnantes : moyenne au bâton de ,321, 3 circuits et 9 points produits en sept rencontres. 
Chez les Indians, le lanceur Chad Ogea, gagnant de deux parties, présenta une moyenne de seulement 1,54. Au bâton, Sandy Alomar, Jr. frappa pour ,367 avec 2 circuits et 10 points produits, statistiques qui auraient pu lui valoir d'être nommé meilleur joueur de la série mondiale, bien qu'il soit extrêmement rare de nommer un joueur de l'équipe perdante.

## Faits notables
- À 22 ans, Liván Hernández devint le plus jeune lanceur recrue à entreprendre au monticule un match de série mondiale depuis Dwight Gooden, qui avait 21 ans lorsqu'il débuta la seconde partie des séries mondiales de 1986 pour les Mets de New York. Hernández devenait aussi la 10e recrue à être le lanceur partant pour le match #1 et la première depuis Tim Belcher des Dodgers de Los Angeles en 1988[6].
- Marquis Grissom, des Indians, compléta une séquence de 15 matchs de séries mondiales avec au moins un coup sûr, la seconde meilleure séquence du genre après celle de Hank Bauer, ancien des Yankees de New York. Cette séquence de Grissom s'étend sur trois finales, lui qui a participé aux séries mondiales de 1995 et 1996 dans l'uniforme des Braves d'Atlanta.
- Le match #4 de la série mondiale de 1997 est à ce jour (en 2008) celui disputé par le temps le plus froid de l'histoire, depuis que cette statistique est compilée. La température officielle enregistrée par le baseball majeur à Cleveland pour ce match fut de 3,3 °C (38 °F).
- Il neigea durant le match #4 à Cleveland pour la première fois depuis le match #1 de la Série mondiale 1979 à Baltimore.
- Chad Ogea, des Indians de Cleveland, devint dans le match #6 le premier lanceur depuis Mickey Lolich des Tigers de Detroit de 1968 à frapper au moins deux coups sûrs et produire au moins deux points en série mondiale.
- Le match #6 au Pro Player Stadium de Miami fut disputé devant 67 498 spectateurs, la plus importante foule en série mondiale depuis 1959, alors que 92 706 personnes avaient assisté au 5e affrontement entre les Dodgers et les White Sox de Chicago au Los Angeles Memorial Coliseum de Los Angeles.
- À leur cinquième saison, les Marlins de la Floride devinrent la franchise du baseball majeur à avoir remporté les honneurs le plus rapidement. Ce record fut battu par les Diamondbacks de l'Arizona, qui remportèrent la Série mondiale en 2001 à leur quatrième année d'existence.
- Les lanceurs des Marlins accordent un total de 40 buts-sur-balles au cours de cette finale, un nouveau record des Séries mondiales. Cette marque peu enviable sera battue par les Rangers du Texas, avec 41 dans la Série mondiale 2011[7].
- Une légende urbaine commença à circuler peu de temps après la conclusion de cette série, voulant que le film Retour vers le futur II (Back to the Future Part II) ait correctement prédit l'issue de la série mondiale 1997, alors qu'en 1989, au moment où le film est paru, la ville de Miami ou l'État de la Floride ne possédaient pas d'équipe dans les ligues majeures de baseball. Or, il n'en est rien[8]. Dans une séquence du film se déroulant en 2015, un hologramme annonce une victoire des Cubs de Chicago en Série mondiale 2015 sur une équipe de la Floride non identifiée, et représentée par un alligator, et non par un marlin, l'animal emblématique de l'actuelle franchise de Floride. Jamais il n'est question dans le long-métrage d'une allusion aux séries mondiales de 1997. Cette légende urbaine refit surface en 2003, lors que les Marlins affrontèrent les Cubs en série de championnat.

## Conséquences de la série

### Vente de feu
Les Marlins furent actifs sur le marché des joueurs autonomes avant le début de la saison 1997, dépensant des sommes importantes pour mettre sous contrat Bobby Bonilla, Moises Alou et Alex Fernandez.
Toutefois, après leur victoire en Série mondiale, les propriétaires des Marlins de la Floride procédèrent à une des plus spectaculaires ventes de feu jamais vue par une équipe de baseball majeur. Le démantèlement de l'équipe commença quelques jours seulement après la victoire lors du match ultime, lorsque Moises Alou fut échangé aux Astros de Houston en retour de trois jeunes joueurs très peu connus. Puis le lanceur Kevin Brown fut transféré aux Padres de San Diego et Jeff Conine aux Royals de Kansas City. En mai 1998, soit quelques semaines après le début de la saison, Bobby Bonilla, Gary Sheffield, Charles Johnson, Jim Eisenreich et Manuel Barrios (ce dernier acquis de Houston en retour d'Alou) furent transférés aux Dodgers de Los Angeles en retour de Mike Piazza et Todd Zeile, deux joueurs qui eux aussi quittèrent Miami avant la fin de l'année.
Le propriétaire Wayne Huizenga prétexta avoir perdu de l'argent en 1997 même si l'équipe avait remporté la Série mondiale. La saison suivante, les Marlins finirent derniers dans la division Est de la Ligue nationale avec 108 défaites, le pire dossier des majeures en 1998 et le pire dossier de l'histoire de la franchise.
Lorsque les Marlins remportèrent la Série mondiale en 2003, Luis Castillo et Jeff Conine (ce dernier revenu avec les Marlins après 5 années d'absence) étaient les seuls joueurs de l'équipe à avoir fait partie de l'équipe championne de 1997.

### Conflit
L'issue du match #7, perdu par les Indians alors qu'ils n'étaient qu'à deux retraits de la victoire, donna naissance à un conflit entre deux coéquipiers de l'équipe de 1997. Dans son auto-biographie Omar! My Life On and Off the Field, publiée en 2002, le joueur d'arrêt-court des Indians, Omar Vizquel, blâma son ancien coéquipier - et ancien ami personnel - Jose Mesa pour n'avoir pas su protéger l'avance des siens en 9e manche. Ceci mit fin à l'amitié entre les deux hommes. 
Le lanceur Mesa exprima publiquement l'intention d'atteindre délibérément Vizquel d'un lancer à chaque fois qu'il l'affronterait dans un match. Il tint parole peu de temps après. Le 12 juin 2002, Mesa, évoluant à présent pour les Phillies de Philadelphie, atteint Vizquel d'un tir pendant la 9e manche. Le 22 avril 2006, Mesa (lançant pour les Rockies du Colorado) récidiva et atteint à nouveau Vizquel, qui s'alignait alors avec les Giants de San Francisco. Le lendemain de cette rencontre, les deux équipes s'affrontèrent à nouveau et quatre frappeurs furent atteints (dont Vizquel, mais cette fois par le lanceur Matt Morris). Deux lanceurs, les gérants des deux formations et un instructeur des lanceurs furent expulsés par les arbitres. Le gérant des Giants, Felipe Alou, bien au fait de la rivalité Vizquel-Mesa, déclara que « ceux capables de mettre fin à cette situation aurait intérêt à le faire, et vite » puisque 15 autres parties entre les deux clubs étaient prévues au calendrier.